# Société de biomécanique
La Société de biomécanique est une société savante internationale francophone créée en 1976. Elle a pour objet de diffuser, partager et communiquer au plus grand nombre les connaissances actualisées dans le domaine de la biomécanique, la mécanique des organismes vivants. 

## Histoire
Dans le cadre de ses actions de vulgarisation, elle parraine la Journée nationale de la biomécanique, ou National Biomechanics Day.

## Congrès annuel
La Société de biomécanique organise chaque année le congrès de la Société, dont les résumés sont publiés et référencés,,,,,,,.